# Liberato da Loro
Liberato da Loro (Loro Piceno, 1189-1190 – Sarnano, 1231-1234) è stato un francescano italiano.
Il suo culto come beato fu confermato da papa Clemente XI il 2 settembre 1713.

## Biografia

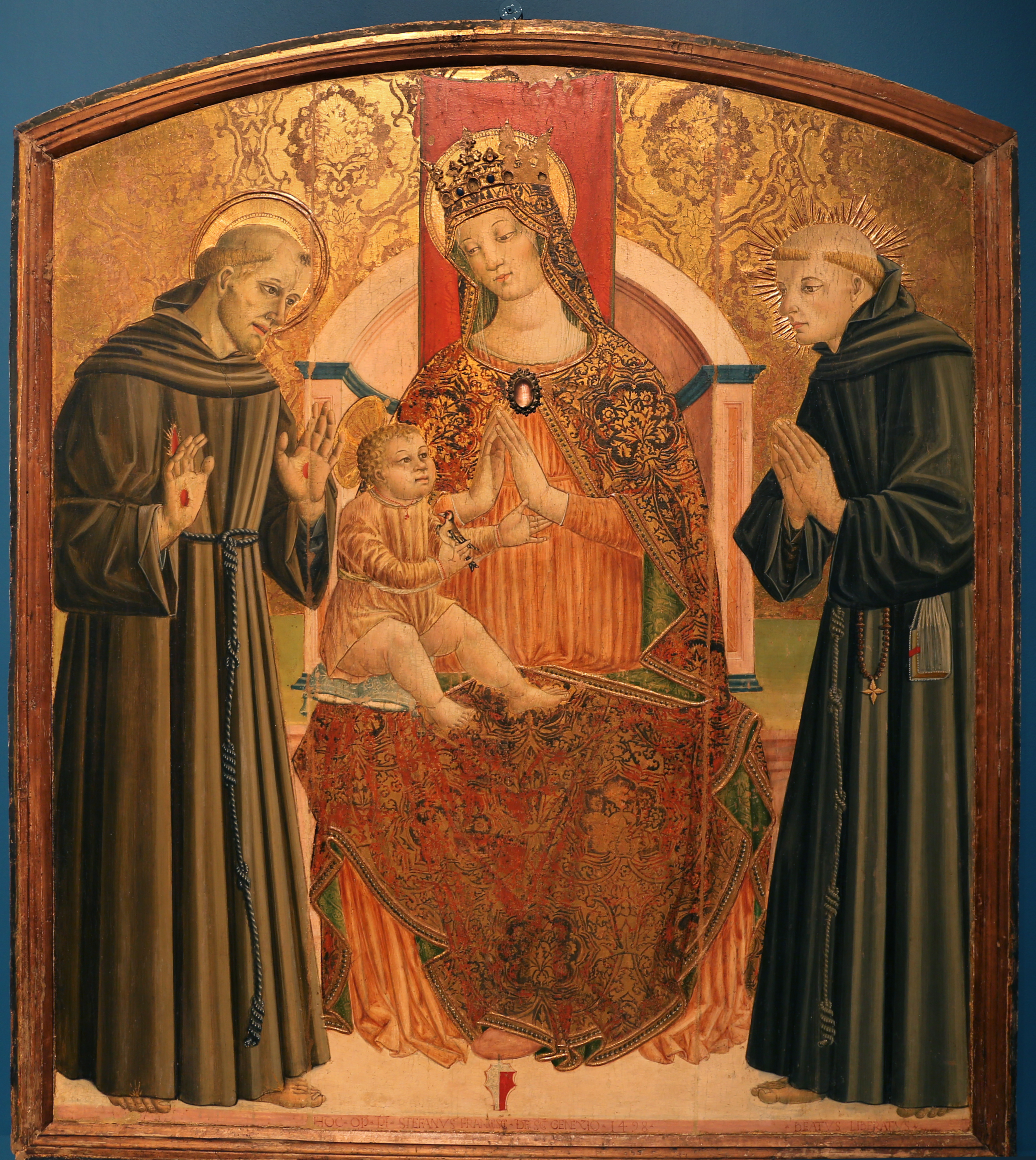
Stefano Folchetti, Madonna in trono col bambino, San Francesco e il beato Liberato da Loro Piceno, 1498, Auditorium Sant'Agostino. Liberato da Loro è la figura a destra

San Liberato nasce tra il 1189 e il 1190 a Loro Piceno, nel Fermano, molto probabilmente dalla nobile famiglia feudale dei "Da Loro", nata dai Brunforte. Seguendo le orme di San Francesco, all'età di 18 anni lascia tutti i suoi averi e le comodità per donare la sua anima e il suo corpo a Dio. L'Ordine dei frati minori lo identifica nel Santo Anonimo vissuto nell'eremo di Soffiano di cui parlano gli Actus beati Francisci et sociorum eius Cap. 59 (Edizione Cambell) (un racconto confluito in seguito né i Fioretti di San Francesco al capitolo 47), testo originale latino di frate Ugolino da Montegiorgio. 
Il primo cronista francescano ad identificare correttamente Liberato è stato frate Mariano da Firenze (+ 1523) nell'opera Fasciculus Chronicarum ordinis Fratrum Minorum (libro II, cap. 7, par. 7-8, ff. 186-187) del 1231. A margine del corrispondente racconto degli Actus il cronista fiorentino scrisse: "In seguito con questi (con i suoi compagni Umile e Pacifico, Actus 54; Fior., 46) fu inoltre sepolto frate Liberato. Questo frate Liberato un tempo era nato Conte di Loro, ma rinunziando al titolo, alle ricchezze ed alla nobiltà terrena, divenne frate Minore e fu tanto chiaro per virtù e miracoli, che il detto luogo (di Brunforte), cambiato il proprio nome, cominciò a chiamarsi San Liberato e questo (nome) dura anche al presente. La loro festa (di s. Liberato e dei bb. Umile e Pacifico) si celebra con grande concorso di popolo il secondo giorno di Pasqua. Dall'ora sesta al Vespro di detto giorno, il sepolcro emana una specie di manna che viene raccolta dal popolo".
Si pensa che la sua conversione sia avvenuta nel 1215, in occasione del quarto viaggio compiuto da San Francesco nelle Marche, avente come meta finale la città di Ascoli Piceno. Non sappiamo in quali luoghi francescan sia vissuto, l'autore degli Actus, riferendosi ll'Anonimo, dice più semplimente che morì nell’Eremo di Soffiano nei pressi di Sarnano, trascorrendo la sua vita fra preghiera e meditazione. Mariano da Firenze colloca la sua morte nell'anno 1231. 
Dopo la morte le sue spoglie e quelle di due suoi confratelli (i fratelli Umile e Pacifico) vennero trasferite nell'eremo di Santa Maria di Soffiano, indicativamente negli anni 80 del XIII secolo, un eremo ed una contrada che negli anni 60 del XV secolo acquisirà il nome di San Liberato.

### Liberato da Loro neiFioretti
Negli Actus frate Ugolino da Montegiorgio dice di averne dimenticato il nome e non parla né del suo casato e né del paese nativo. Il frate racconta inoltre alcuni tratti della sua vita. San Liberato, molto legato alla comunità di confratelli, era solitario e parlava raramente. Dopo aver dato molta importanza alla contemplazione, venne visto una volta circondato da uno stormo di uccellini che gli svolazzavano intorno e gli si posavano sopra. Gravemente malato, ebbe una visione della Madonna accompagnata da alcune vergini che gli confessò che sarebbe tornata a prenderlo a breve per portarlo nel Regno di Dio.

## Culto
Liberato da Loro morì nel 1231 (Mariano da Firenze) o nel 1234 (secondo Luke Wadding) dopo essersi ammalato gravemente. Il suo corpo riposa nell'eremo di San Liberato, conosciuto da XV secolo anche come santuario di San Liberato. Nel Martyrologium Franciscanum la sua memoria liturgica ricorre il 6 settembre. 
Nonostante sia beato e non santo, secondo le testimonianze che ci sono state tramandate da padre Giannantonio Damiani da Monteciccardo e da Francesco Gonzaga, nel XIII secolo Onorio IV concesse che Liberato potesse essere venerato con il titolo di santo, visti numerosi miracoli che periodicamente si manifestavano nel luogo della sua sepoltura. La realtà potrebbe essere diversa ed infatti papa Pio II, conoscendo la fama di santità del frate, concesse che la contrada dove era ubicato il convento potesse chiamarsi con il titolo di San Liberato.
Già Papa Benedetto XIV nel suo De servorum Dei, si riferì a Liberato chiamandolo santo (in latino Santus Liberatus a Lauro) e Clemente XI nel 1713 confermò il suo culto come beato "ab immemoriabili", ovvero fin dai tempi antichi.